# Opsilia prasina
Opsilia prasina là một loài bọ cánh cứng trong họ Cerambycidae.